# Tułodziad
Tułodziad (niem. Taulensee) – wieś w Polsce położona w województwie warmińsko-mazurskim, w powiecie ostródzkim, w gminie Dąbrówno. W latach 1975–1998 miejscowość administracyjnie należała do województwa olsztyńskiego.
Przez wieś przebiega droga wojewódzka nr 537. Dawna niemiecka nazwa Taulensee być może związana była z pobliskim jeziorkiem, chociaż trudno zinterpretować przedrostek „taulen”. Być może chodzi o rosę (tau) albo o topnienie (tauen).

## Historia
W 1974 r. do sołectwa Tułodziad (gmina Dąbrówno) należały miejscowości: PGR Bartki, PGR Fiugajki, wieś Tułodziad, PGR Pląchawy.